# Acraga infusa
Acraga infusa is een vlinder uit de familie van de Dalceridae. De wetenschappelijke naam van de soort is voor het eerst geldig gepubliceerd in 1905 door Schaus.